# 阪南市立尾崎小学校
阪南市立尾崎小学校（はんなんしりつ おざきしょうがっこう）は、大阪府阪南市尾崎町にある公立小学校。

## 沿革
- 1873年（明治6年）6月1日 - 開校[1]。
- 2013年（平成25年）
  - 3月31日 - 阪南市立福島小学校と統合する[2]
  - 4月1日 - 阪南市立福島小学校の敷地と校舎を使用して、阪南市立尾崎小学校が開校[2]

## 著名な出身者
- 中川圭太 - プロ野球選手